# Nyírtelek

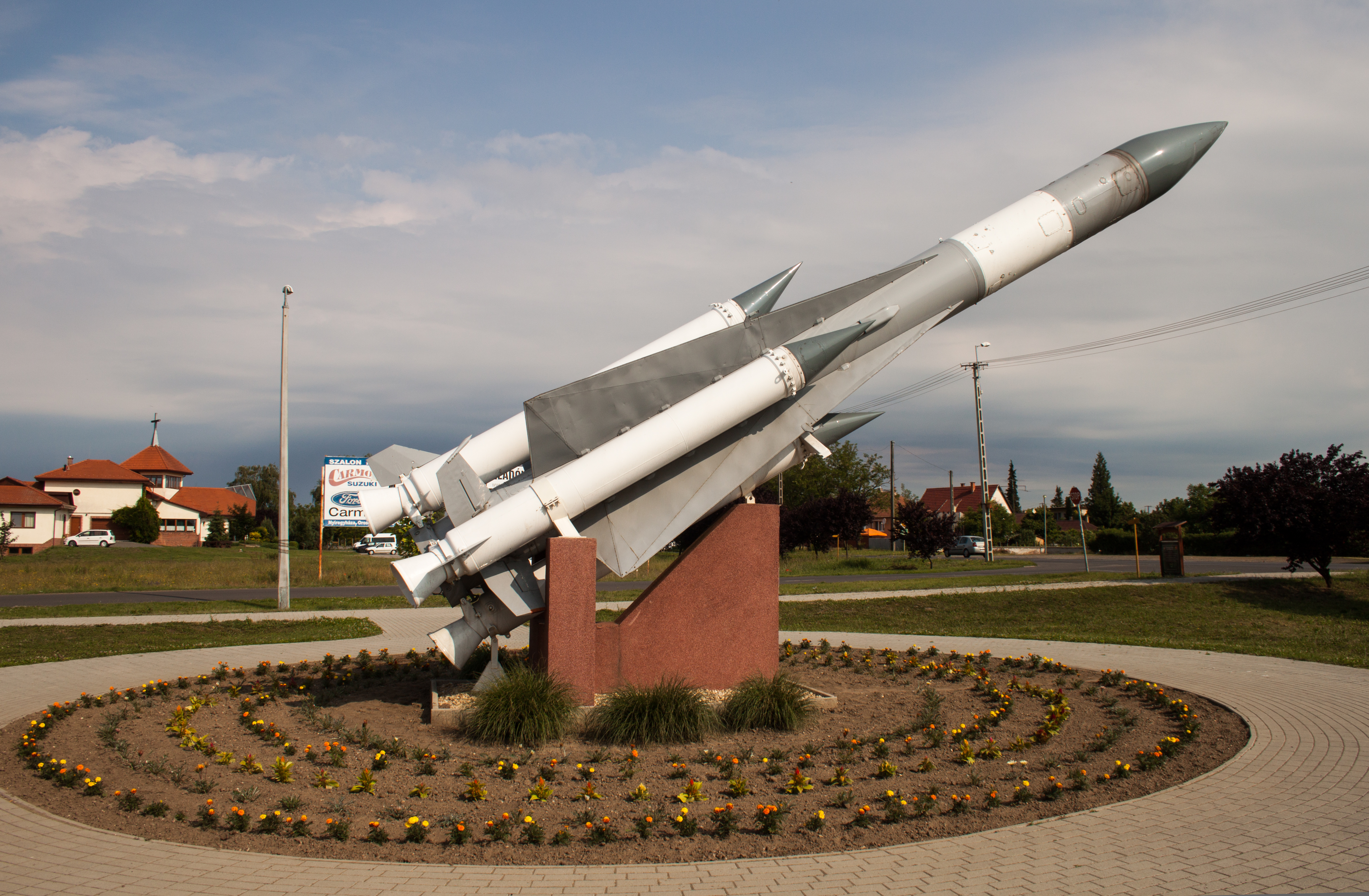
Försvarsmonumentet i Nyírtelek.

Nyírtelek är en mindre stad i distriktet Nyíregyháza i provinsen Szabolcs-Szatmár-Bereg i nordöstra Ungern. Nyírtelek hade år 2020 totalt 6 472 invånare.